# Митрополит београдски Агатангел
Патријарх Агатангел Константин (Адријанопољ, 1769 — Адријанопољ, 1832) био је епископ Цариградске патријаршије, патријарх цариградски (1826—1830) и митрополит београдски (1816—1825).

## Биографија
Био је Грк по националности, родом из Једрена. Иако тако наводе сви, бројни извори, међутим само у списку претплатника Доситејевог "Мезимца" 1818. године, он се потписује и као: рождеством Адрианопољац и Болгарин; само ту и нигде више. Као млад је дошао на Афон и ступио у манастир Ивирон, где је припремљен и пострижен у монаха.
У новембру 1815. године као дотадашњи светогорски јеромонах Агатангел Константин, изабран је и рукоположен за митрополита београдског. Титула му је гласила (1818): "Архи-Епископ и Митрополит Београдски и целе Србије високи егзарх". Стигао је у кнежевину Србију у марту 1816. године, где је столовао у Београду и Крагујевцу између 1816-1825. године. Знао је довољно српски језик и био довољно образован, називан "ученопреподобни". Јавља се он као Митрополит целе србије од 1817. године међу београдски претплатницима "Новина сербских", које су излазиле у Бечу. Читао је он у то време и "Франкфуртске новине", на немачком језику.
Следеће, 1817. године, између њега и кнеза Милоша постигнута је сагласност за постављење Јована Томића, свештеника српске народности, за протопрезвитера Саборне цркве у Београду. У време грчког устанка плашећи се за своју безбедност прешао је из Београда 1821. године у Крагујејац, под заштиту кнеза Милоша. Ту је 1822. године образована прва национална духовна Конзисторија, као корак више ка српској самосталности.
За време митрополита Агатангела постављен је 1822. године иконостас у манастиру Љубостињи, подигнуте су ћелије у манастирима Каленићу и Туману.
За десет година митрополитске службе у Србији био је присиљен да сарађује са кнезом Милошем, који се мешао у све црквене послове, не марећи за канонске прописе Православне цркве. Митрополит Агатангел је иначе био учесник скупштине која је 6. новембра 1817. потврдила кнеза Милоша за наследног кнеза у Србији. Сметао је кнезу Милошу јер је инсистирао да се строго поштују његова архијерејска права. Кнез је успео да га компромитује код Турака због тобожње везе са Хетеријом. У договору са београдским везиром Абдулархам-пашом је великом сумом новца оглобљен, толико да је морао да тражи милост, али преко кнеза. Од тад је потпуно зависио о кнеза Милоша и остао без ауторитета, на који се позивао. Писао је Агатангел, Васељенском патријарху 9. фебруара 1823. године о стању у Србији, мерама који спроводи самовољни кнез и молио да га што пре одатле премести. У августу 1825. године је изабран за митрополита халкидонског, а 26. септембра 1826. изабран је за патријарха цариградског.
На овом положају остао је до 5. јула 1830, када је збачен са престола. Био је протеран у Кесарију. Умро је као "патријарх у оставци" 1832. године у Адријанопољу. Својим тестаментом (који се чува у АСАНУ у Београду) је оставио значајан фонд књига грчким школама и библиотекама у Једрену.